# Johan August Brinell
Johan August Brinell (1849, Bringetofta - 1925, Estocolm) va ser un enginyer suec, creador del mètode Brinell per determinar la duresa d'un material, proposat l'any 1900 durant l'exposició universal de París.
Consisteix a comprimir una bola d'acer temperat, d'un diàmetre determinat, sobre el material a assajar, per mitjà d'una càrrega i durant un temps establert.
Va realitzar més grans estudis sobre la composició interna de l'acer durant el procés d'escalfament i refredament.